# Castlestrange-Stein

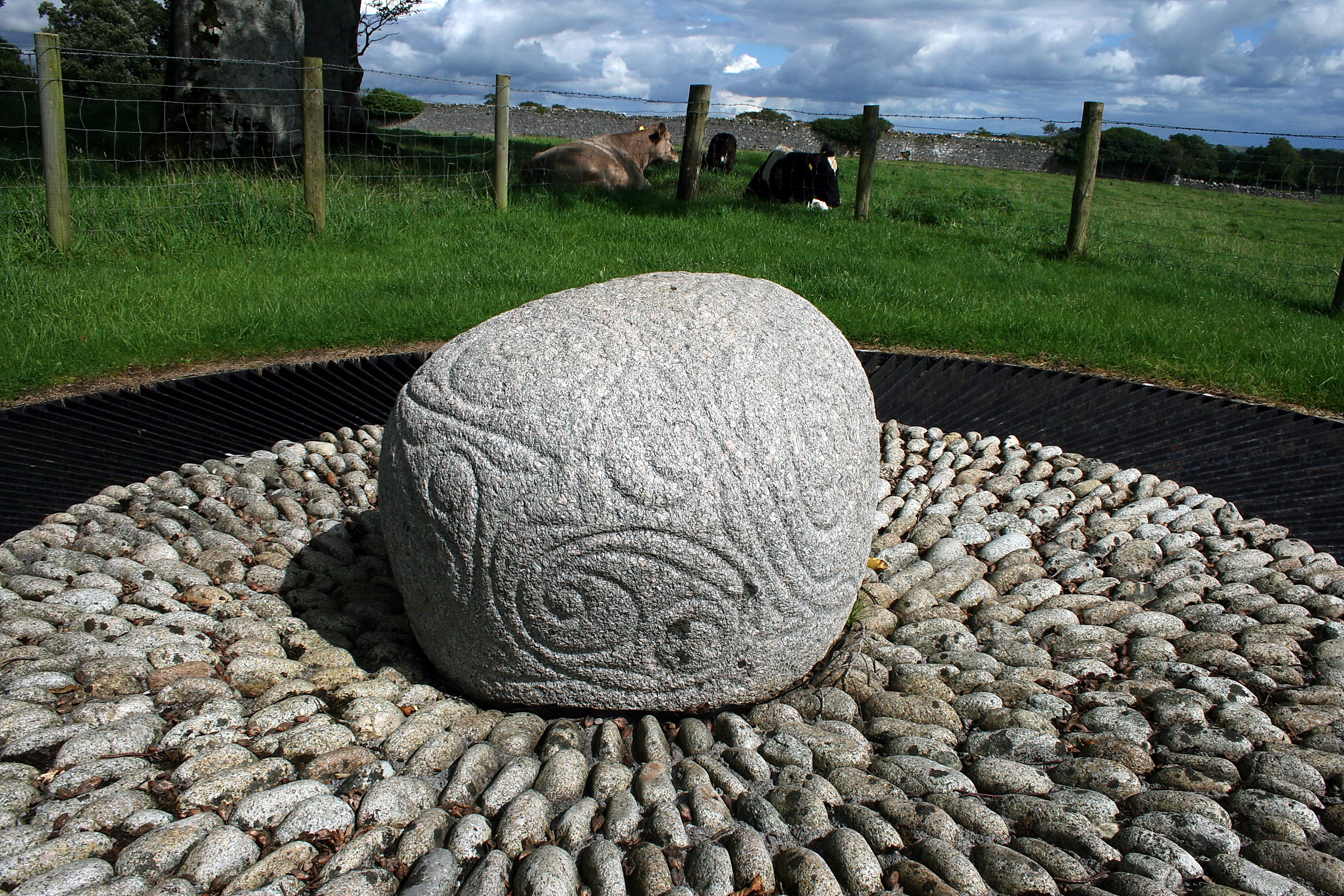
Der Castlestrange-Stein

Der Castlestrange-Stein steht auf dem Gelände des „Castlestrange House“ im Townland Castlestrange (irisch Caisleán Stráinse) in der Nähe von Athleague im County Roscommon in Irland. Es ist ein runder Granitblock von 0,9 m Durchmesser und 0,6 m Höhe, verziert mit Spiralen im eisenzeitlichen (zwischen etwa 500 v. Chr. und 100 n. Chr.) La-Tène-Stil.
Nur drei weitere Steine dieser Art wurden in Irland gefunden. Der Turoe-Stein im County Galway und der Killicluggin-Stein im County Cavan sind die bekanntesten. Der Verwendungszweck der Steine ist unbekannt, aber es wird angenommen, dass sie religiösen oder kultischen Zwecken dienten. Es wird konstatiert, dass es zu der Zeit einen starken kontinentalen Einfluss in Irland gab, den der einheimische Schnitzer imitierte. 
Der Stein ist ein geschütztes Nationaldenkmal.